# 1328
Il 1328 (MCCCXXVIII in numeri romani) è un anno bisestile del XIV secolo.

## Eventi
- 1º maggio - Viene siglato il trattato di Edimburgo-Northampton che sancisce la fine della prima guerra d'indipendenza scozzese.
- 26 maggio - nella notte Michele da Cesena, generale dei Frati Minori fugge da Avignone con Guglielmo di Ockham, dove invano ha sostenuto la necessità di povertà della Chiesa. Raggiunge Pisa, allora corte di Ludovico il Bavaro.
- 29 maggio - Filippo conte di Valois viene incontrato re di Francia e diventa Filippo VI.
- 15 agosto - i Gonzaga prendono il potere nella città di Mantova.
- 17 settembre - Ludovico il Bavaro assedia la città di Grosseto. L'assedio si conclude quattro giorni dopo con il ritiro delle truppe imperiali e la vittoria dei Grossetani.
- 1º dicembre - Forte terremoto a Norcia.

## Nati
- 3 febbraio - Eleonora del Portogallo, principessa portoghese († 1348)
- 1º aprile - Bianca di Francia, principessa francese († 1393)
- 12 maggio - Ludovico VI di Baviera, nobile tedesco († 1365)
- 25 giugno - William Montacute, II conte di Salisbury, militare e nobile britannico († 1397)
- 29 settembre - Giovanna di Kent, principessa († 1385)
- 9 ottobre - Pietro I di Cipro, re († 1369)
- 29 ottobre - Hongwu, imperatore cinese († 1398)
- 25 novembre - Antipapa Benedetto XIII, cardinale spagnolo († 1423)
- 6 dicembre - Maria di Calabria, italiana († 1366)
- Gabriele Dondi dall'Orologio, medico e letterato italiano († 1383)
- Stefano di Durazzo, nobile italiano († 1380)
- Fina Buzzaccarini, nobile italiana († 1378)
- Go-Murakami, imperatore giapponese († 1368)
- Maria di Gheldria, duchessa († 1397)
- Maria Comnena, principessa bizantina († 1408)
- Pedro Tenorio, arcivescovo cattolico spagnolo († 1399)

## Morti
- 1º febbraio - Carlo IV di Francia, sovrano (n. 1294)
- 25 febbraio - Ottone IV di Ravensberg, nobile tedesco
- 19 marzo - Anna d'Asburgo, nobile austriaca (n. 1280)
- 2 aprile - Agostino Trionfi, teologo e scrittore italiano (n. 1275)
- 9 aprile - Thomas FitzGerald, II conte di Kildare, nobile irlandese
- 26 maggio - Francesco Patrizi, presbitero italiano (n. 1266)
- 30 maggio - William Lamberton, vescovo cattolico scozzese
- 19 giugno - Amalrico II di Narbona, mercenario francese
- 18 luglio - Engelberto II de la Marca, nobile
- 24 luglio - Isabella di Castiglia, sovrana spagnola (n. 1283)
- 29 luglio - Gerardo VI di Jülich, conte
- 6 agosto - Galeazzo I Visconti, nobile italiano (n. 1277)
- 10 agosto - Giovanni di Nassau-Dillenburg, nobile tedesco
- 15 agosto - Yesün Temür Khan, imperatore cinese (n. 1293)
- 16 agosto - Rinaldo dei Bonacolsi, nobile italiano (n. 1278)
- 3 settembre - Castruccio Castracani, militare e politico italiano (n. 1281)
- 26 settembre - Ibn Taymiyya, giurista e teologo arabo (n. 1263)
- 12 ottobre - Clemenza d'Ungheria, regina (n. 1293)
- 9 novembre - Carlo d'Angiò, nobile italiano (n. 1298)
- 14 novembre - Ragibagh Khan, imperatore cinese (n. 1320)
- 15 dicembre - Giorgio II Šubić, nobile croato
- 31 dicembre - Giovanni Soranzo, politico, diplomatico e ammiraglio italiano
- Aghinolfo Guidi di Romena, politico italiano
- Alberto da Padova, teologo italiano (n. 1269)
- Alessandro da Sant'Elpidio, teologo, scrittore e vescovo cattolico italiano (n. 1269)
- Andronico Angelo Paleologo, nobile e militare bizantino
- Enrico de la Tour-du-Pin, vescovo cattolico francese (n. 1296)
- Guido Farnese, vescovo cattolico italiano
- Francesco di Meyronnes, filosofo e teologo francese
- Bernard de Garves, cardinale francese
- Giovanni da Montecorvino, missionario e arcivescovo cattolico italiano (n. 1247)
- Giovanni Attuario, medico e scrittore bizantino (n. 1275)
- Giovanni di Jandun, filosofo, teologo e scrittore francese (n. 1280)
- Konur Alp, condottiero ottomano
- Guglielmo Raimondo I Moncada, nobile e militare spagnolo
- Muhammad ibn al-Mahruq
- Niccolò Pico, condottiero italiano
- Restauro, vescovo cattolico italiano
- Bajamonte Tiepolo, rivoluzionario italiano
- Timurtash, militare e politico mongolo
- Tommaso di Sutri, vescovo italiano
- Robert de Holland, I barone di Holand, nobile inglese (n. 1283)
- Bartolomeo di Capua, nobile e giurista italiano (n. 1248)

## Calendario
| Calendario 1328 | Calendario 1328 | Calendario 1328 | Calendario 1328 | Calendario 1328 | Calendario 1328 | Calendario 1328 | Calendario 1328 | Calendario 1328 | Calendario 1328 | Calendario 1328 | Calendario 1328 | Calendario 1328 | Calendario 1328 | Calendario 1328 | Calendario 1328 | Calendario 1328 | Calendario 1328 | Calendario 1328 | Calendario 1328 | Calendario 1328 | Calendario 1328 | Calendario 1328 | Calendario 1328 | Calendario 1328 | Calendario 1328 | Calendario 1328 | Calendario 1328 | Calendario 1328 | Calendario 1328 | Calendario 1328 | Calendario 1328 | Calendario 1328 |
| --------------- | --------------- | --------------- | --------------- | --------------- | --------------- | --------------- | --------------- | --------------- | --------------- | --------------- | --------------- | --------------- | --------------- | --------------- | --------------- | --------------- | --------------- | --------------- | --------------- | --------------- | --------------- | --------------- | --------------- | --------------- | --------------- | --------------- | --------------- | --------------- | --------------- | --------------- | --------------- | --------------- |
|                 | 1               | 2               | 3               | 4               | 5               | 6               | 7               | 8               | 9               | 10              | 11              | 12              | 13              | 14              | 15              | 16              | 17              | 18              | 19              | 20              | 21              | 22              | 23              | 24              | 25              | 26              | 27              | 28              | 29              | 30              | 31              |                 |
| Gennaio         | Ve              | Sa              | Do              | Lu              | Ma              | Me              | Gi              | Ve              | Sa              | Do              | Lu              | Ma              | Me              | Gi              | Ve              | Sa              | Do              | Lu              | Ma              | Me              | Gi              | Ve              | Sa              | Do              | Lu              | Ma              | Me              | Gi              | Ve              | Sa              | Do              |                 |
| Febbraio        | Lu              | Ma              | Me              | Gi              | Ve              | Sa              | Do              | Lu              | Ma              | Me              | Gi              | Ve              | Sa              | Do              | Lu              | Ma              | Me              | Gi              | Ve              | Sa              | Do              | Lu              | Ma              | Me              | Gi              | Ve              | Sa              | Do              | Lu              |                 |                 |                 |
| Marzo           | Ma              | Me              | Gi              | Ve              | Sa              | Do              | Lu              | Ma              | Me              | Gi              | Ve              | Sa              | Do              | Lu              | Ma              | Me              | Gi              | Ve              | Sa              | Do              | Lu              | Ma              | Me              | Gi              | Ve              | Sa              | Do              | Lu              | Ma              | Me              | Gi              |                 |
| Aprile          | Ve              | Sa              | Do              | Lu              | Ma              | Me              | Gi              | Ve              | Sa              | Do              | Lu              | Ma              | Me              | Gi              | Ve              | Sa              | Do              | Lu              | Ma              | Me              | Gi              | Ve              | Sa              | Do              | Lu              | Ma              | Me              | Gi              | Ve              | Sa              |                 |                 |
| Maggio          | Do              | Lu              | Ma              | Me              | Gi              | Ve              | Sa              | Do              | Lu              | Ma              | Me              | Gi              | Ve              | Sa              | Do              | Lu              | Ma              | Me              | Gi              | Ve              | Sa              | Do              | Lu              | Ma              | Me              | Gi              | Ve              | Sa              | Do              | Lu              | Ma              |                 |
| Giugno          | Me              | Gi              | Ve              | Sa              | Do              | Lu              | Ma              | Me              | Gi              | Ve              | Sa              | Do              | Lu              | Ma              | Me              | Gi              | Ve              | Sa              | Do              | Lu              | Ma              | Me              | Gi              | Ve              | Sa              | Do              | Lu              | Ma              | Me              | Gi              |                 |                 |
| Luglio          | Ve              | Sa              | Do              | Lu              | Ma              | Me              | Gi              | Ve              | Sa              | Do              | Lu              | Ma              | Me              | Gi              | Ve              | Sa              | Do              | Lu              | Ma              | Me              | Gi              | Ve              | Sa              | Do              | Lu              | Ma              | Me              | Gi              | Ve              | Sa              | Do              |                 |
| Agosto          | Lu              | Ma              | Me              | Gi              | Ve              | Sa              | Do              | Lu              | Ma              | Me              | Gi              | Ve              | Sa              | Do              | Lu              | Ma              | Me              | Gi              | Ve              | Sa              | Do              | Lu              | Ma              | Me              | Gi              | Ve              | Sa              | Do              | Lu              | Ma              | Me              |                 |
| Settembre       | Gi              | Ve              | Sa              | Do              | Lu              | Ma              | Me              | Gi              | Ve              | Sa              | Do              | Lu              | Ma              | Me              | Gi              | Ve              | Sa              | Do              | Lu              | Ma              | Me              | Gi              | Ve              | Sa              | Do              | Lu              | Ma              | Me              | Gi              | Ve              |                 |                 |
| Ottobre         | Sa              | Do              | Lu              | Ma              | Me              | Gi              | Ve              | Sa              | Do              | Lu              | Ma              | Me              | Gi              | Ve              | Sa              | Do              | Lu              | Ma              | Me              | Gi              | Ve              | Sa              | Do              | Lu              | Ma              | Me              | Gi              | Ve              | Sa              | Do              | Lu              |                 |
| Novembre        | Ma              | Me              | Gi              | Ve              | Sa              | Do              | Lu              | Ma              | Me              | Gi              | Ve              | Sa              | Do              | Lu              | Ma              | Me              | Gi              | Ve              | Sa              | Do              | Lu              | Ma              | Me              | Gi              | Ve              | Sa              | Do              | Lu              | Ma              | Me              |                 |                 |
| Dicembre        | Gi              | Ve              | Sa              | Do              | Lu              | Ma              | Me              | Gi              | Ve              | Sa              | Do              | Lu              | Ma              | Me              | Gi              | Ve              | Sa              | Do              | Lu              | Ma              | Me              | Gi              | Ve              | Sa              | Do              | Lu              | Ma              | Me              | Gi              | Ve              | Sa              |                 |